# Хор студентів естрадного відділу Черкаського музичного училища імені Семена Гулака-Артемовського
Хор студентів естрадного відділу Черкаського музичного училища — музичний колектив факультету музичного мистецтва естради. Керівник хору Наталія Шмараєва-Гожа.

## Історія
Колектив створений в 2011 році.
Золотий призер фестивалів «Словаччина кантат 2013» та «ПРАГА кантат 2013».
Срібний призер VIII Міжнародного хорового конкурсу, який проходив 25-28 вересня 2014р в м. Ріміні, Італія.